# 東諫早站
東諫早站（日语：／ Higashi-Isahaya eki */?）是位於長崎縣諫早市福田町366番2號，九州旅客鐵道（JR九州）的長崎本線車站。

## 車站構造
現時使用中的為第二代車站，建於路堤上，並採用了簡易車站模式運作，不設有站房，只設有側式月台2個，並於站內橫跨路軌的平交道連接。
也因為位處路堤上，所以兩側的月台也是沿路堤邊、以鋼架和鋼板所搭建而成的中空式月台，而非運用水泥或石頭建成地基，再在地基上蓋建月台的方式興建。
出入口位於下行線（1號月台）側。在不用列車交會或待避情況下，所有列車均使用下行線1號月台。月台為了可讓817系電動列車使用，月台其中2卡車廂的高度提高了，使上落車廂時沒有梯級差。
本站並未設立無障礙通道。

### 月台
整個月台除靠向平道部份有約10米長的有蓋候車亭外，其餘全為露天，亦沒有設置任何的車站配套。
2022年9月23日起，所有列車均只使用1號月台上落，2號月台的出發信號機亦已停止運作，實際上等同變成了1線1面的列車不能交換車站。
| 月台 | 路線         | 上下行       | 方向           |
| ---- | ------------ | ------------ | -------------- |
| 1    | ■長崎本線    | 上行         | 佐賀、鳥栖方向 |
| 1    | ■長崎本線    | 下行         | 諫早、長崎方向 |
| 2    | （停止使用） | （停止使用） | （停止使用）   |

## 使用狀況
在2016年度的1日平均乘車人次為95人。2018年起，由於平均每日乘車人數未能達至全九州首300位，也沒有達至達至100人或以上的水平，所以不再顯示每日的平均使用人數。
| 乘車人次變化 | 乘車人次變化 |
| 年度         | 1日平均人次  |
| ------------ | ------------ |
| 2000         | 160          |
| 2001         | 156          |
| 2002         | 147          |
| 2003         | 121          |
| 2004         | 122          |
| 2005         | 118          |
| 2006         | 116          |
| 2007         | 115          |
| 2008         | 116          |
| 2009         | 126          |
| 2010         | 115          |
| 2011         | 128          |
| 2012         | 124          |
| 2013         | 116          |
| 2014         | 113          |
| 2015         | 102          |
| 2016         | 95           |
| 2017以後     | <100         |

## 歷史
- 1934年：

- 3月24日：鐵道省有明西線 諫早站至湯江站開通，此站啟用。
- 12月1日：多良站至湯江站之間開通。有明東線和有明西線編入至長崎本線。

- 1987年4月1日：隨國鐵分割民營化，車站由九州旅客鐵道（JR九州）營運[4]。
- 1990年：為了確保列車交會設備的空間，車站往諫早方向遷移300米。

## 相鄰車站
九州旅客鐵道（JR九州）
■長崎本線長崎本線
肥前長田－東諫早－諫早

## 外部連結
- JR九州東諫早站 （页面存档备份，存于）（日語）